# Atenea Giustiniani

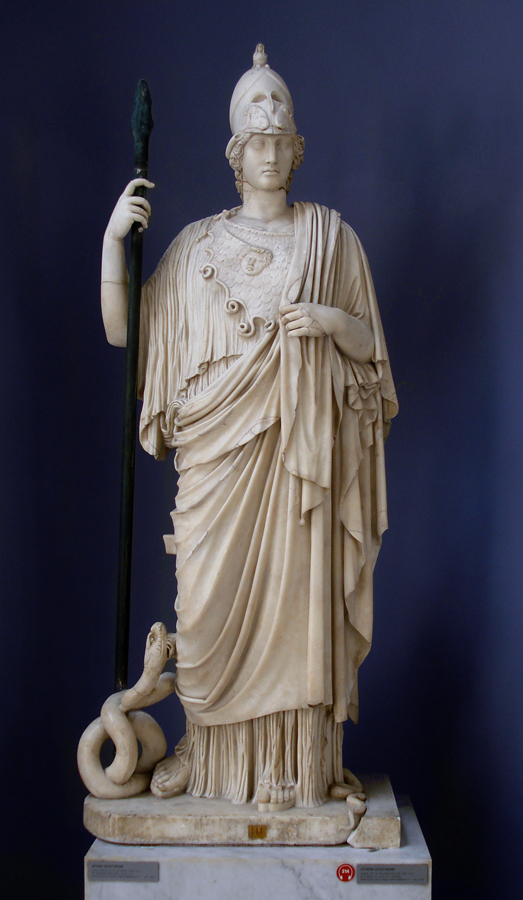
La Atenea Giustiniani, copia romana de una estatua griega de Palas Atenea (Museos Vaticanos).

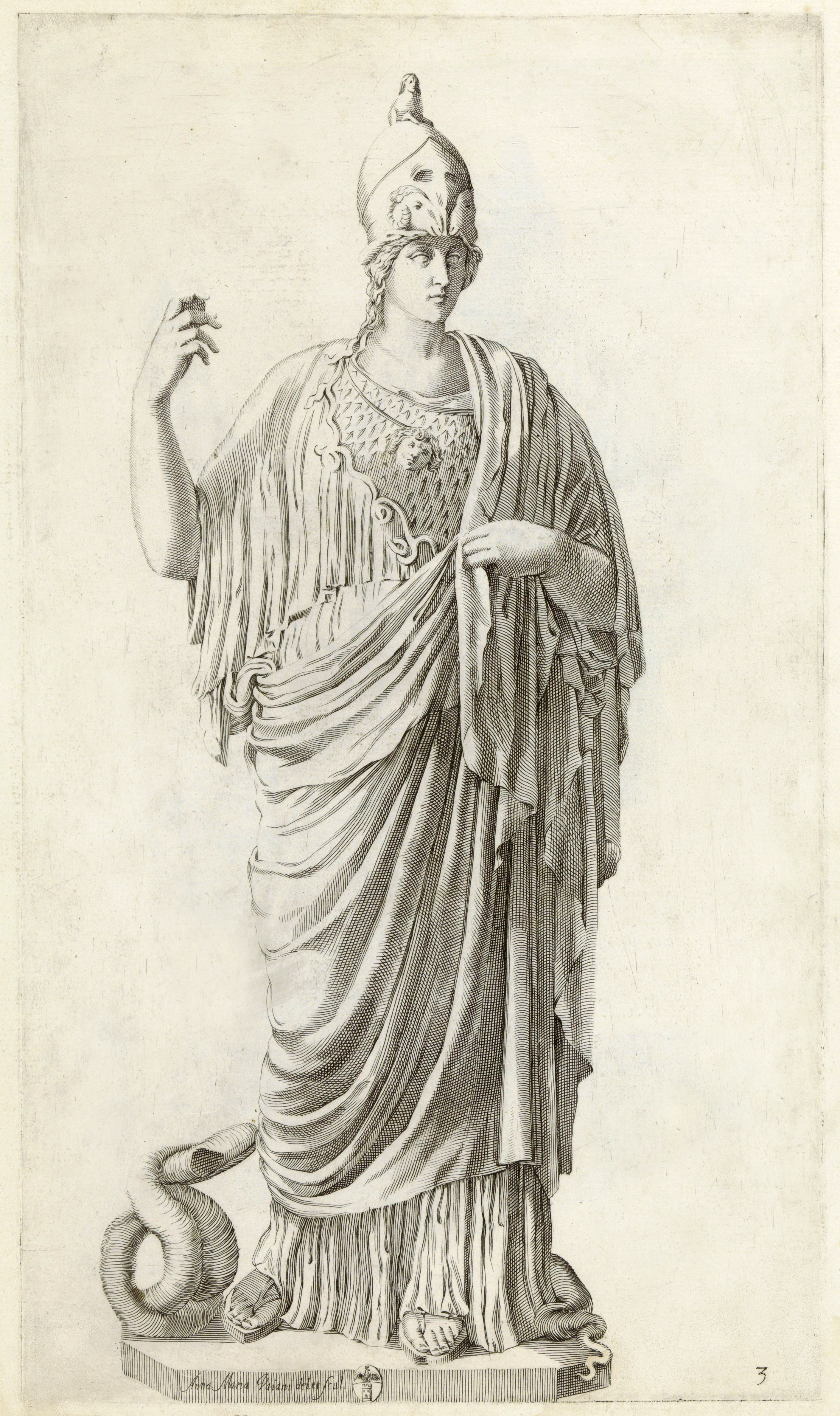
Grabado de la Galleria Giustiniana, c. 1630-1640 (primera publicación de la estatua).

La Atenea Giustiniani o Minerva Giustiniani es una estatua romana de mármol de Palas Atenea, basada en una escultura griega de bronce de finales del siglo V-principios del siglo IV a. C.  Antiguamente perteneció a la colección de Vincenzo Giustiniani y actualmente se encuentra en los Museos Vaticanos (inv. 2223).

## Descripción y fecha
La estatua, de mármol de Paros, mide 2,25 m de altura. Representa a Atenea de pie, vistiendo un delgado quitón cubierto por un himatión más pesado drapeado sobre su hombro izquierdo. Sobre el pecho lleva una égida con una gorgoneion. Su brazo izquierdo cruza la parte delantera de su cuerpo para sujetar el borde de la himatión; el brazo derecho está doblado hacia arriba en el codo para sujetar una lanza. En la cabeza lleva un casco corintio, y en el suelo, a su derecha, una serpiente enroscada, que puede aludir a la historia de Erictonio, el rey autóctono de Atenas. Los antebrazos y parte de los dedos son restauraciones modernas, al igual que la lanza, la esfinge sobre el casco y la cabeza y parte de las espirales de la serpiente.
Hay acuerdo general en que la estatua es una obra romana que se remonta a modelos griegos clásicos de la segunda mitad del siglo V y la primera mitad del siglo IV a. C., pero más allá de esto no hay consenso sobre la fecha precisa o la autoría de la escultura o esculturas griegas que la inspiraron. 

## Descubrimiento e historia de la propiedad
La estatua aparece por primera vez como testimonio en el siglo XVII en la colección del banquero y coleccionista de arte italiano Vincenzo Giustiniani, de quien recibió su sobrenombre moderno. Es la primera estatua ilustrada en la Galleria Giustiniana, una lujosa serie de grabados de obras de la colección Giustiniani, que se publicó en los años 1630 o 1640. La estatua fue descubierta en Roma, pero las primeras fuentes ofrecen dos opiniones diferentes sobre su lugar de hallazgo. Según una tradición, registrada por primera vez en el siglo XVIII, se recuperó de las ruinas del ninfeo del Esquilino identificado erróneamente como "Templo de Minerva Medica ", según la otra, registrada en el  siglo XVII por Pietro Santi Bartoli y más aceptada por los eruditos modernos, se encontró en el Orto di Minerva, adyacente a la iglesia de Santa María sobre Minerva, que se creía construida sobre un templo de Minerva,, entre otros, consideran más probable este informe. 
La estatua fue comprada por Lucien Bonaparte en 1805 y colocada en el gran salón de su residencia romana, el Palazzo Nunez. En 1817 la vendió al papa  Pío VII, quien en 1822 la instaló en el recién construido Braccio Nuovo de los Museos Vaticanos, donde permanece en la actualidad.

## Reputación e influencia

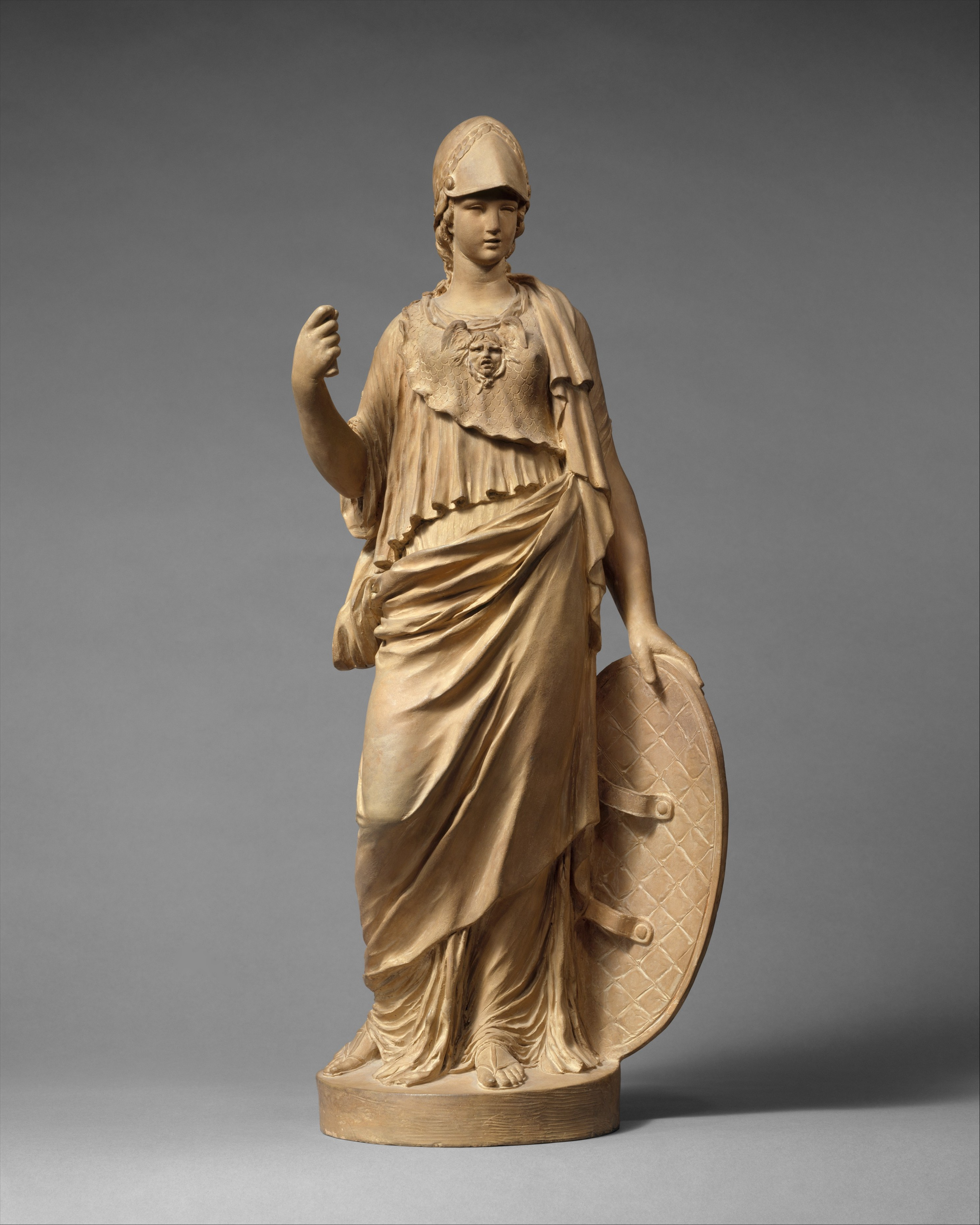
Estatuilla de terracota de Minerva de Clodion (Claude Michel) (Museo Metropolitano de Arte, Nueva York).

Desde el momento de su descubrimiento, la Atenea Giustiniani ha sido muy admirada. Fue muy apreciada por Goethe, que la vio en el Palazzo Giustiniani en enero de 1787, y que recoge una historia que le contó la esposa del custodio que ilustra su gran reputación, especialmente entre los visitantes británicos: dijo que los ingleses solían venerar la figura besando su mano, que como resultado era más blanca que el resto de la estatua. Su popularidad e influencia en el siglo XVII
pueden rastrearse a través de diversas copias a pequeña escala y alusiones en otras artes:
- Un busto adaptado de la estatua aparece como decoración de mesa en más de una docena de retratos de visitantes ingleses a Roma realizados por Pompeo Batoni desde la década de 1730 hasta la de 1760.[17]
- Una estatuilla de terracota creada en 1766 por el escultor francés Claude Michel, que adoptó el nombre griego de "Clodion", es un pastiche de varias estatuas antiguas de Atenea, entre las que destaca la Atenea Giustiniani.[18]
- En un jarrón de jaspe diseñado por John Flaxman y producido por la empresa Wedgwood en la década de 1780, conocido como el Jarrón Apoteosis de Homero o el Jarrón Pegaso, una copia en miniatura de la Atenea Giustiniani se encuentra dentro de un edículo jónico.[16][19][20]

En el siglo XIX y principios del XX, cuando se producían grandes cantidades de vaciados en yeso de esculturas clásicas para museos, escuelas y colecciones privadas de Estados Unidos, aparecían regularmente copias de la Minerva Giustiniani en los catálogos de varios fabricantes comerciales de vaciados. Estas esculturas europeas se exhibían regularmente en ferias y exposiciones americanas, como la Exposición Panamericana de Búfalo de 1901,  y la Exposición Universal de San Luis  en San Luis  en 1904. Un grupo de vaciados de la exposición de San Luis, incluida una copia de la Atenea Giustiniani, forman parte ahora de la Colección de Estatuas Louis Houck de la Universidad Estatal del Sureste de Misuri.